# Przejściowy Punkt Kontrolny Kołobrzeg
Przejściowy Punkt Kontrolny Kołobrzeg – pododdział Wojsk Ochrony Pogranicza pełniący służbę na przejściu granicznym.

## Formowanie i zmiany organizacyjne
W październiku 1945 roku Naczelny Dowódca WP nakazywał sformować na granicy 51 przejściowych punktów kontrolnych.
Graniczna Placówka Kontrolna Kołobrzeg powstała w 1945 roku jako Morski Przejściowy Punkt Kontrolny (MPPK) II kategorii o etacie nr 8/11 . Obsada PPK składała się z 17 żołnierzy i 2 pracowników cywilnych.
Pod koniec 1946 roku zostaje on przeformowany na Przejściowy Punkt Kontrolny Neulinken i przydzielony do szczecińskiego oddziału WOP nr 3.